# Перуанская тройнозубая акула
Перуанская тройнозубая акула или пятнистая тройнозубая акула (Triakis maculata) — редкий и малоизученный вид хрящевых рыб рода тройнозубых акул семейства куньих акул отряда кархаринообразных. Эндемик юго-восточной части Тихого океана. Вероятно, размножается живорождением. Максимальная зафиксированная длина 180 см. Опасности для человека не представляет. Имеет незначительное коммерческое значение.

## Таксономия
Впервые вид научно описан в 1867 году. Голотип представляет собой самца длиной 45,8 см, пойманного в 1905 году.

## Ареал
Перуанские тройнозубые акулы обитают в юго-восточной части Тихого океана у побережья Перу, на севере Чили и у Галапагосских островов от 0° ю.ш. до 30° ю.ш. Она встречаются недалеко от берега на континентальном шельфе.

## Описание
У перуанских тройнозубых акул закруглённая морда и довольно плотное тело. Овальные глаза вытянуты по горизонтали. Под глазами есть выступы. Дольчатые внешние лоскуты, обрамляющие ноздри, не доходят до рта и разделены между собой. По углам рта расположены длинные губные борозды. Зубы плоские с тупым остриём, латеральные зазубрины отсутствуют. Первый спинной плавник довольно крупный, его основание лежит между основаниями грудных и брюшных плавников. Второй спинной плавник по величине немного уступает первому. Вторая половина его основания расположена над основанием анального плавника. Анальный плавник существенно меньше обоих спинных плавников. У верхнего кончика хвостового плавника имеется вентральная выемка. Грудные плавники имеют серповидную форму. Количество позвонков колеблется от 164 до 170. Спина и бока покрыты многочисленными тёмными пятнышками.

## Биология
Перуанские тройнозубые акулы размножаются живорождением. Длина новорожденных 30—40 см. В помете бывает до 14 новорожденных.

## Взаимодействие с человеком
Вид не представляет опасности для человека. В качестве прилова попадает в коммерческие и кустарные рыболовные сети. Иногда является целевым объектом промысла. Мясо этих акул употребляют в пищу. В 2001 году для сохранения популяций пластиножаберных в Перу был введён запрет на добычу перуанских тройнозубых акул, не достигших 60 см в длину. Международный союз охраны природы присвоил этому виду статус «Уязвимый»..